# Olle Nordemar
Olof Harry Nordemar (født 25. juli 1914 i Stockholm, død 18. februar 1999 samme sted) var en svensk filmfotograf og manuskriptforfatter. Han er bedst kendt som producenten bag de film, der var baseret på Astrid Lindgrens børnebøger og som havde Olle Hellbom som instruktør. Nordemar producerede også dokumentarfilmen Kon-Tiki fra 1950, der vandt en Oscar for bedste dokumentar ved Oscaruddelingen 1952. Denne film var instrueret af Thor Heyerdahl.
Nordemar uddannede sig til filmklipper i 1930'erne og blev ansat hos filmselskabet Europafilm i 1945. Fordi han ville arbejde selvstændigt, startede han produktionsselskabet Artfilm sammen med Lennart Bernadotte i 1947. Nordemar solgte virksomheden til Svensk Filmindustri i 1966, hvilket sikrede dem rettighederne til filmatiseringer af Astrid Lindgrens bøger. I langt de fleste film ville Nordemar stå for produktionen, Hellbom stod for instruktionen og Lindgren skrev manuskripterne. I nogle af filmene havde Nordemar en gæsteoptræden, for eksempel som pirat i Pippi Langstrømpe på de syv have fra 1970.
Nordemar forlod filmindustrien i 1983. Han døde 84 år gammel den 18. februar 1999.